# Licaria capitata
Licaria capitata är en lagerväxtart som först beskrevs av Cham. & Schlecht., och fick sitt nu gällande namn av André Joseph Guillaume Henri Kostermans. Licaria capitata ingår i släktet Licaria och familjen lagerväxter. Inga underarter finns listade i Catalogue of Life.